# Gergely Kiss
Gergely Kiss, född 21 september 1977 i Budapest, är en ungersk vattenpolospelare. Med ungerska landslaget blev han olympisk mästare 2000, 2004 och 2008, världsmästare 2003 samt Europamästare 1997 och 1999. Han deltog i OS-turneringen 2012 där Ungern kom på femte plats.